# Säurezahl
Die Säurezahl (SZ) ist eine chemische Größe zur Charakterisierung von sauren Bestandteilen in Fetten oder Ölen. Sie bezeichnet die Masse an Kaliumhydroxid (in mg), die notwendig ist, um die in 1 g Fett enthaltenen freien Fettsäuren zu neutralisieren. Neben Fettsäuren können auch eventuell vorliegende Mineralsäuren erfasst werden. Es werden jedoch nicht die  als Glyceride (= Fettsäureester) gebundenen Säuren mit erfasst wie bei der Verseifungszahl.

## Bewertung
Je höher die Säurezahl ist, umso minderwertiger ist das Fett oder Öl. Die ermittelten freien Fettsäuren geben Rückschluss auf qualitätsmindernde Zersetzungsprozesse oder Vorbehandlung. Mit steigender Säurezahl nimmt die Oxidationstabilität der Öle ab. Nach den Leitsätzen für Speiseöle und Fette darf die Säurezahl für native und nicht raffinierte bis zu 4,0 KOH/g, für raffinierte bis zu 0,6 KOH/g betragen.

## Durchführung
Nach EN ISO 660 (Fassung von 2009) ist folgendermaßen vorzugehen.
Die  Probe  wird  in  einem  geeigneten  Lösemittel(gemisch)  gelöst,  und  die  vorhandenen  Säuren  werden  mit einer ethanolischen oder methanolischen Lösung von Kaliumhydroxid (ethanolische oder  methanolische Standardmaßlösungen, 0,1 mol·l−1  und  0,5 mol·l−1) titriert. 
Ein geeignetes Lösemittel ist Ethanol (wasserfrei oder 96 %ig) oder 2-Propanol. Weitere mögliche Lösemittel sind Diethylether (peroxidfrei), tert-Butylmethylether, Petrolether (Siedebereich 40 °C bis 60 °C) oder Toluol. Zur Endpunktbestimmung wird  Phenolphthalein verwendet. Sind die Fette für diesen Indikator zu stark gefärbt, muss Alkaliblau oder Thymolphthalein verwendet werden.